# Frank Norten
Frank Norten (bürgerl. Carsten Pickert, * 1952 in Köritz/Neustadt (Dosse), Brandenburg) ist ein deutscher Arzt und Lyriker.

## Leben und Werk
Nach dem Abitur und dem Grundwehrdienst absolvierte er ein Studium der Medizin an der Humboldt-Universität, Charité, in Ost-Berlin (DDR). Er war Assistenzarzt am St. Josefs-Krankenhaus in Berlin-Weißensee (DDR). Die Facharztausbildung erfolgte in den Fächern Neurologie und Psychiatrie. In den Jahren des Medizinstudiums leitete er eine Theatergruppe an der Katholischen Studentengemeinde mit der Aufführung eigener Stücke. 1983 reiste er aus der DDR nach West-Berlin aus. Es folgte eine langjährige fachärztliche Tätigkeit als Psychiater an einer West-Berliner Nervenklinik. Seine Promotion verfasste er über den Selbstmord bei Schizophrenen.
Von 1999 bis 2014 lebte und arbeitete Frank Norten auf Ibiza in Spanien. Seit 2014 lebt er in Dresden.
1997 debütierte er mit dem Gedichtband Die Braut im Höllenhimmelsschloß, gefolgt 1999 von Rauch aus meinem Mund und 2002 von Die Frau von Capri. 2004 erschien in Krakau der Gedichtband Jesteśmy Wygnańcami mit ins Polnische übertragenen Gedichten. 2015 wurde er mit dem 1. Preis für politische Lyrik, Polly, ausgezeichnet. 2019 veröffentlichte er Die nicht mischbaren Farben der Freiheit. 2023 erschien das zweisprachige Werk Im Norden soll eine Sonne leuchten/Šiaurėje turi šviesti saulė mit ins Litauische übertragenen Gedichten, übersetzt von dem litauischen Autor Antanas A. Jonynas.
Frank Nortens Gedichte erschienen in Zeitschriften und Zeitungen wie dem Standard in Wien, der Zeitschrift Ostragehege, dem Signaturen-Magazin, dem Magazin Signum, dem Jahrbuch der Lyrik 2019, den Versnetzen 11 bis 15, oder dem Sammelband Weltbetrachter, Neue Lyrik aus Sachsen (2020).
Eine Reihe von Gedichten wurde ins Polnische, Französische, Englische und Litauische übertragen.
Seit März 2022 erscheint der Podcast Nun zu Ihnen, meine Liebe mit vom Autor vorgetragenen eigenen Gedichten.
Im Mai 2024 wurde Frank Norten als Mitglied in den PEN Deutschland berufen.

## Einzeltitel
- Im Norden soll eine Sonne leuchten/Šiaurėje turi šviesti saulė, Gedichte, Verlag Tyto Alba, Vilnius 2023, deutsch/litauisch, ISBN 978-609-466-759-6
- Die nicht mischbaren Farben der Freiheit, Gedichte, Dahlemer Verlagsanstalt, Berlin 2019, ISBN 978-3-928832-81-6
- Jesteśmy Wygnańcami, Gedichte, Verlag Miniatura, Krakau 2004
- Die Frau von Capri, Gedichte, edition innsalz, Aspach 2002, ISBN 3-90 1535-66-7
- Rauch aus meinem Mund, Gedichte, Tortuga Presse, Berlin 1999
- Die Braut im Höllenhimmelsschloß, Gedichte, Frieling Verlag, Berlin 1997

## Auszeichnungen
- 2015 1. Preis für politische Lyrik, POLLY, Berlin
- 2010 Finalist beim Wettbewerb um den Lyrikpreis München